# Prahoglavke
Prahoglavke (znanstveno ime Cystolepiota) so rod gliv iz družine kukmark (Agaricaceae).

## Seznam prahoglavk Slovenije[2]
- varljiva prahoglavka (Cystolepiota adulterina)
- vonjava prahoglavka (Cystolepiota bucknallii)
- belkasta prahoglavka (Cystolepiota seminuda)
- golobetna prahoglavka (Cystolepiota sistrata)